# Sterling (Michigan)
Sterling é uma vila localizada no estado americano de Michigan, no Condado de Arenac.

## Demografia
Segundo o censo americano de 2000, a sua população era de 533 habitantes.
Em 2006, foi estimada uma população de 506, um decréscimo de 27 (-5.1%).

## Geografia
De acordo com o United States Census Bureau tem uma área de
2,6 km², dos quais 2,6 km² cobertos por terra e 0,0 km² cobertos por água. Sterling localiza-se a aproximadamente 228 m acima do nível do mar.

## Localidades na vizinhança
O diagrama seguinte representa as localidades num raio de 20 km ao redor de Sterling.